# Eraclio Gerbella
Eraclio Gerbella (Parma, 22 giugno 1850 – Parma, 20 settembre 1929) è stato un cornista e direttore d'orchestra italiano.
Studiò corno e contrabbasso alla Regia Scuola di Musica (che diventò poi il Conservatorio di Parma), diplomandosi con lode in corno nel 1869. Iniziò quindi una carriera come professore d’orchestra, diventando uno dei più ricercati. Il 24 dicembre 1871, alla prima dell'Aida al Teatro dell'Opera del Cairo, suonò assieme ad Augusto Franzoni, per indicazione dello stesso Verdi. Nel 1884 fu nominato direttore di solfeggio nella Regia Scuola di musica di Parma, carica che mantenne per quarant’anni.
Nel 1881 iniziò la carriera di direttore di coro sia al Teatro Regio che al Reinach, che tenne fino al 1913 e che riprese al Teatro Regio dal 1924 al 1926. Come direttore di coro fu chiamato in diversi teatri: Reggio Emilia, per la prima di Asrael di Franchetti (1888), Firenze, Bologna (per il Faust di Schumann, 1892 e 1895) e Pisa (1894).
Nel 1897, durante le celebrazioni per il centenario della nascita di Gaetano Donizetti a Bergamo, sostituì Arturo Toscanini come direttore d'orchestra.
Dal 1877 fu insegnante presso la Società Parmense di Canto Corale. Nel 1905, a quattro anni dalla morte di Verdi, fondò la Corale Verdi, di cui fu il primo direttore.
Ebbe tra i suoi allievi nomi eccellenti, tra cui il giovane Toscanini e Ildebrando Pizzetti.